# Ayoba
 (octobre 2023).
Ayoba est une application africaine développée en Afrique du Sud, détenue par Progressive Tech Holdings à L’île Maurice et gérée par SIMFY Africa (PTY) LTD. Lancé le 4 mai 2019, ayoba compte 35 millions d'utilisateurs actifs en avril 2024,,.

## Histoire
Ayoba a été publié sur Google Play en février 2019. Sa première campagne marketing et le lancement de la marque ont eu lieu au Cameroun le 4 mai 2019.
En juin 2019, l’application a publié ses huit premières chaînes. En novembre 2019, ayoba a atteint un million d'utilisateurs actifs, et deux millions en juin 2020,,.
Par la suite, ayoba a étendu ses services, en lançant les jeux pour Android en février 2020, MoMo (argent sur le mobile) au Cameroun en mai 2020, et les micro-applications en mai 2020. L’application a également intégré de la musique et des fonctions d'appel vocal et vidéo à travers 12 territoires en août 2020.
La première version d'ayoba pour iOS est sortie en septembre 2020. En décembre 2020, les jeux et la messagerie 2.0 ont été lancés.
En novembre 2020, ayoba remporte le prix de la meilleure application mobile aux African Digital Awards au Ghana. En mars 2021, le mode “aperçu” est devenu disponible. La base d'utilisateurs atteint 8 millions d'utilisateurs actifs en juin 2021, 11 millions en décembre 2021 et 21,7 millions en décembre 2022.
En 2021, ayoba remporte le prix de la marque OTT de l'année lors des Marketing World Awards au Ghana.
En décembre 2022, l’application reçoit le prix de la meilleure technologie innovante et du meilleur produit de télécommunication de l'année lors des National Communications Awards en décembre 2022.
En mars 2023, ayoba comptait 25 millions d'utilisateurs actifs mensuels et, en juin 2023, l’application s'est associée à BoomPlay pour la musique,,.

## Caractéristiques de l’application
- Tchat, appel et partage : ayoba permet de tchatter, d’envoyer des notes vocales, de partager des images et des fichiers avec des contacts, même s'ils n'ont pas l'application. L'application supporte les appels vocaux et vidéo sur Android et iOS, ainsi que les tchats de groupe, le canal d'aide et la continuité des SMS (ceux qui n’ont pas ayoba reçoivent les messages sous forme de SMS)[6],[16].
- Chaînes : les utilisateurs peuvent accéder à une variété de contenu, tel que le sport, la mode, la beauté, l'actualité, le divertissement, la santé, et bien plus encore. Les chaînes sont mises à jour quotidiennement et disponibles en anglais, en français, en arabe et dans plusieurs langues locales.
- Musique : ayoba propose un lecteur de musique gratuit avec des mises à jour quotidiennes de musiques internationales et africaines. Les utilisateurs peuvent trouver des playlists de tout genre[17],[18].
- Jeux : ayoba propose une sélection de jeux interactifs, notamment des jeux d'action, d'aventure et des jeux pour enfants, disponibles sur Android et iOS[17].
- Transferts d'argent : dans certains territoires, ayoba permet les transferts d'argent par mobile en utilisant MTN Mobile Money (MoMo) dans l'application[6],[7].
- Micro-applications : ayoba propose des micro-applications au sein de l’application qui offrent du contenu et des services, y compris des chaînes de streaming, des podcasts et plus encore. La disponibilité varie selon les territoires[19].

## Opérations
Ayoba se concentre principalement sur les territoires suivants : Nigéria, Cameroun, Afrique du Sud, Ghana, Côte d'Ivoire, Ouganda, République du Congo, Bénin, Zambie, Côte d'Ivoire, République Démoractique du Congo, Tanzanie, Kenya, Sénégal, Togo, Guinée Bissau, Guinée Conakry, Soudan, Soudan du Sud et Liberia,. La société opère depuis le Cap et Johannesburg, en Afrique du Sud. Actuellement, 103 personnes y travaillent.
David Gillaranz était directeur général de 2019 à 2021, et Burak Akinci est directeur général depuis 2021.